# جاي ميريل كناب
جاي ميريل كناب (بالإنجليزية: J. Merrill Knapp)‏ هو أستاذ جامعي أمريكي، ولد في 9 مايو 1914 في نيويورك في الولايات المتحدة، وتوفي في 7 مارس 1993 في برينستون في الولايات المتحدة.